# Ван Гоббел, Ульрих
Ульрих ван Гоббел (нидерл. Ulrich van Gobbel; родился 16 января 1971 года в Парамарибо, Суринам) — нидерландский футболист, известный по выступлениям за «Фейеноорд». Участник чемпионата мира 1994.

## Клубная карьера
Ван Гоббел начал свою карьеру в 1988 году в клубе «Виллем II». Он быстро завоевал место в основе и стал одним лидеров команды. В 1990 году Ульрих переходит в «Фейеноорд». Карьера в новой команде складывалась довольно успешно, в составе клуба он выиграл Эредивизи в сезоне 1992/1993, а также стал четырёхкратным обладателем Кубка Нидерландов. После пяти проведенных сезонов ван Гоббель принял приглашение турецкого «Галатасарая». Через несколько месяце после перехода он помог клубу выиграть Кубок Турции, а позже и Суперлигу.
В октябре 1996 года Ульрих подписал контракт с английским «Саутгемптоном». 19 октября в матче против «Сандерленда» он дебютировал в Премьер-лиге. Ван Гоббель помог новому клубу избежать вылета и после окончания сезона вернулся в «Фейеноорд». В сезоне 1998/1999 он второй раз стал чемпионом Нидерландов, а также в 2002 году помог родной команде выиграть Кубок УЕФА. В сезоне 2001/2002 Ульриха преследовали травмы поэтому в после окончания сезона он закончил карьеру.

## Международная карьера
9 июня 1993 года в матче отборочного турнира Чемпионата Мира 1994 года против сборной Норвегии Ульрих дебютировал в сборной Нидерландов. В 1994 году ван Гоббель был включен в заявку национальной сборной на поездку на чемпионат мира в США. На турнире он принял участие в поединке против сборной Саудовской Аравии.

## Статистика

### Матчи ван Гоббела за сборную Нидерландов
| Матчи ван Гоббела за сборную Нидерландов | Матчи ван Гоббела за сборную Нидерландов | Матчи ван Гоббела за сборную Нидерландов | Матчи ван Гоббела за сборную Нидерландов | Матчи ван Гоббела за сборную Нидерландов | Матчи ван Гоббела за сборную Нидерландов |
| ---------------------------------------- | ---------------------------------------- | ---------------------------------------- | ---------------------------------------- | ---------------------------------------- | ---------------------------------------- |
| №                                        | Дата                                     | Соперник                                 | Счёт                                     | Голы ван Гоббела                         | Соревнование                             |
| 1                                        | 9 июня 1993                              | Норвегия                                 | 0:0                                      | —                                        | Чемпионат мира 1994 (отбор)              |
| 2                                        | 13 октября 1993                          | Англия                                   | 2:0                                      | —                                        | Чемпионат мира 1994 (отбор)              |
| 3                                        | 17 ноября 1993                           | Польша                                   | 3:1                                      | —                                        | Чемпионат мира 1994 (отбор)              |
| 4                                        | 23 марта 1994                            | Шотландия                                | 1:0                                      | —                                        | Товарищеский матч                        |
| 5                                        | 1 июня 1994                              | Венгрия                                  | 7:1                                      | —                                        | Товарищеский матч                        |
| 6                                        | 12 июня 1994                             | Канада                                   | 3:0                                      | —                                        | Товарищеский матч                        |
| 7                                        | 20 июня 1994                             | Саудовская Аравия                        | 2:1                                      | —                                        | Чемпионат мира 1994                      |
| 8                                        | 12 октября 1994                          | Норвегия                                 | 1:1                                      | —                                        | Чемпионат Европы 1996 (отбор)            |

Итого: 8 матчей / 0 голов; 6 побед, 2 ничьи, 0 поражений.

## Достижения
Командные
«Фейеноорд»
- Чемпионат Нидерландов по футболу — 1992/1993, 1998/1999
- Обладатель Кубка Нидерландов — 1991, 1992, 1994, 1995
- Обладатель Суперкубка Нидерландов — 1991
- Обладатель Кубка УЕФА — 2002

«Галатасарай»
- Чемпионат Турции по футболу — 1996/97
- Обладатель Кубка Турции — 1996